# Helene Klonisch
Helene Klonisch (* 15. Mai 1937; † 15. Oktober 2018) war eine deutsche Tischtennis-Nationalspielerin. In den 1950er Jahren gehörte sie zu den besten Spielerinnen in Deutschland.

## Nationale Erfolge
Klonisch spielte mit 1. TTC Schwarz-Gelb Dülken in der Damenoberliga West, der damals höchsten deutschen Spielklasse. Bei den Nationalen deutschen Meisterschaften erreichte sie dreimal das Endspiel, nämlich 1956 und 1958 im Mixed mit Heinz Nink sowie 1959 im Doppel mit Gudrun Müller. 1959 wurde sie im Einzel Dritte.
Fünf Titel holte sie bei den Westdeutschen Meisterschaften des Westdeutschen Tischtennisverbandes WTTV:
- 1957/58  Einzel
- 1958/59  Einzel + Doppel mit Gudrun Müller + Mixed mit Heinz Nink
- 1964/65  Doppel mit Lieselotte Lataster

In den 1960er Jahren spielte sie beim Verein Post SV Köln, später beim TTC Blau-Weiß Breyell, wo sie in der Verbandsliga in der Saison 1976/77 mit 78:0 ungeschlagen blieb. 1982 kehrte sie wieder zu ihrem Heimatverein 1. TTC Schwarz-Gelb Dülken zurück.

## Internationale Aktivitäten
Zweimal wurde Klonisch zu Länderspielen eingeladen. 1957 gegen die Niederlande gewann und verlor sie ein Spiel. Am 4. Mai 1958 musste sie sich gegen Dänemark zweimal geschlagen geben.
Ein Jahr später wurde sie für die Teilnahme an den Individualwettbewerben der Weltmeisterschaft in Dortmund nominiert. Im Einzel gewann sie gegen Maria Ignacia Hospital (Spanien), unterlag dann aber der Chinesin Meiying Sun. Im Doppel trat sie mit Gudrun Müller an und verlor in der ersten Runde gegen die Belgierinnen Ghislaine Roland/Maria Van Kampen. Im Mixed startete sie mit Herbert Gomolla, Ergebnisse sind nicht bekannt.

## Turnierergebnisse
| Verband | Veranstaltung     | Jahr | Ort      | Land | Einzel    | Doppel    | Mixed      | Team |
| ------- | ----------------- | ---- | -------- | ---- | --------- | --------- | ---------- | ---- |
| FRG     | Weltmeisterschaft | 1959 | Dortmund | FRG  | letzte 64 | letzte 64 | letzte 128 |      |